# Sistema shuttle del glicerolo fosfato

Schema del sistema navetta del glicerolo fosfato. 1) Glicerolo fosfato; 2) Diidrossiacetone fosfato; cGPD Glicerolo fosfato deidrogenasi citosolica; mGPD Glicerolo fosfato deidrogenasi mitocondriale; IMR Spazio intermembrana.

Il sistema navetta del glicerolo fosfato è un meccanismo tramite il quale il NADH, prodotto durante la glicolisi, viene riossidato a NAD+.  La sua importanza è secondaria a quella del sistema navetta del malato-aspartato, sebbene risulti preponderante nel metabolismo umano a livello del cervello e dei muscoli scheletrici.

## Meccanismo
In questo sistema l'enzima glicerolo-3-fosfato deidrogenasi converte il diidrossiacetone fosfato in glicerolo-3-fosfato, ossidando una molecola di NADH a NAD+:
Il glicerolo-3-fosfato viene poi riconvertito a diidrossiacetone fosfato dall'enzima di membrana mitocondriale glicerolo fosfato deidrogenasi. Questa volta viene ridotta una molecola di flavin adenina dinucleotide (FAD) a FADH2. Il FADH2 riduce poi il coenzima Q che entra nella fosforilazione ossidativa. Questa reazione è irreversibile.

## Funzione
Il sistema navetta del glicerolo fosfato permette al NADH sintetizzato nel citosol durante la glicolisi di contribuire alla fosforilazione ossidativa che avviene nei mitocondri col fine di produrre ATP. Questo sistema è stato trovato in animali, funghi e piante.
Il quantitativo di ATP prodotto attraverso la navetta del glicerolo fosfato è inferiore rispetto a quello ottenuto attraverso il sistema navetta del malato-aspartato: questo sistema, infatti, permette la formazione di 1,5 ATP per ogni coppia di elettroni. A differenza del sistema navetta del malato-aspartato, tuttavia, il funzionamento del sistema navetta del glicerolo fosfato è indipendente dalla concentrazione di NAD+ e NADH presente nel mitocondrio, lavorando continuamente; per questo motivo è fondamentale nel metabolismo ossidativo di cervello e muscoli.